# 六分儀座V4089
六分儀座V4089，又名CD-4013356，HD 184035、SAO 229746、HR 7422，是六分儀座的一颗恒星，视星等为5.89，位于銀經358.92，銀緯-24.81，其B1900.0坐标为赤經19h 27m 17s，赤緯-40° -24.81′ 58″。